# Thomasomys popayanus
Thomasomys popayanus és una espècie de mamífer rosegador de la família dels cricètids. És endèmic de Colòmbia, on viu a altituds d'entre 1.828 i 3.150 msnm. Els seus hàbitats naturals són els boscos montans, els páramos i els boscos secundaris. Està amenaçat per la desforestació. El seu nom específic, popayanus, significa ‘de Popayán’ en llatí.